# Penta-di-Casinca
Penta-di-Casinca es una comuna y población de Francia, en la región de Córcega, departamento de Alta Córcega.
Con una población en el censo de 1999 de 2.438 habitantes, era la comuna más poblada de su cantón.

## Demografía
| 546 | 683 | 861 | 1348 | 1917 | 2438 |
| Para los censos de 1962 a 1999 la población legal corresponde a la población sin duplicidades (Fuente: INSEE [Consultar]) |     |     |      |      |      |